# Киндешть (комуна, Димбовіца)
Киндешть, Киндешті (рум. Cândești) — комуна у повіті Димбовіца в Румунії. До складу комуни входять такі села (дані про населення за 2002 рік):
- Аніношань (108 осіб)
- Валя-Маре (181 особа)
- Драгоденешть (1386 осіб)
- Киндешть-Вале (1189 осіб) — адміністративний центр комуни
- Киндешть-Дял (284 особи)

Комуна розташована на відстані 100 км на північний захід від Бухареста, 26 км на північний захід від Тирговіште, 139 км на північний схід від Крайови, 70 км на південний захід від Брашова.

## Населення
За даними перепису населення 2002 року у комуні проживали 3148 осіб.
Національний склад населення комуни:
| Національність | Кількість осіб | Відсоток |
| -------------- | -------------- | -------- |
| румуни         | 3132           | 99,5%    |
| цигани         | 14             | 0,4%     |
| німці          | 1              | < 0,1%   |
| греки          | 1              | < 0,1%   |

Рідною мовою назвали:
| Мова      | Кількість осіб | Відсоток |
| --------- | -------------- | -------- |
| румунська | 3145           | 99,9%    |
| німецька  | 2              | 0,1%     |
| грецька   | 1              | < 0,1%   |

Склад населення комуни за віросповіданням:
| Релігія       | Кількість осіб | Відсоток |
| ------------- | -------------- | -------- |
| православні   | 3142           | 99,8%    |
| лютерани      | 3              | 0,1%     |
| римо-католики | 1              | < 0,1%   |
| адвентисти    | 1              | < 0,1%   |
| бретрени      | 1              | < 0,1%   |

## Зовнішні посилання
- Дані про комуну Киндешть на сайті Ghidul Primăriilor [Архівовано 21 Жовтня 2012 у Wayback Machine.]